# Masaniello furioso
Masaniello furioso ist eine Barock-Oper in drei Akten von Reinhard Keiser.
Das Libretto verfasste Barthold Feind in Anlehnung an eine wahre Begebenheit aus dem Jahre 1647. Es behandelt den Aufstand des Fischers Tommaso Aniello gegen die Fremdherrschaft der Spanier in Neapel.

## Handlung

### Erster Akt
Die Stadt Neapel ist von Spaniern unter dem Vizekönig Arcos besetzt. Dieser genießt in einer Einsiedelei bei Pozuolo mit seinem Gefolge die Ruhe. Da erscheint Bassian und mahnt zur Rückkehr nach Neapel, da das Volk aufgrund des hohen Zolls rebelliert. Der Fischer Masaniello hat sich mit dem Banditen-General Perrone verbündet, um die Stadt von der Herrschaft der Spanier zu befreien.
In der Nähe des Palasts gestehen sich Antonio und Mariane ihre Liebe.
Aloysia, ihr Ehemann Velasco und Pedro versichern sich ihrer Freundschaft. Velasco verlässt sie, um sich den Rebellen entgegenzustellen. Pedro ist heimlich in Aloysia verliebt.
Pedro, Arcos, Antonio und Mariane unterhalten sich über die Stärke des Aufstands. Velasco berichtet von den Schwierigkeiten der Soldaten, gegen die mittlerweile 40.000 Rebellen die Stellung zu halten.
Masaniello kommt mit einer Anzahl Aufständischer. Es gibt Streit zwischen den beiden Parteien.
Antonio wirft Mariane Untreue mit Arcos vor. Diese leugnet es, gibt aber zu, dass Arcos um sie geworben hat.
Pedro verabschiedet sich von Aloysia und Velasco, ohne den eigentlichen Grund, seine unerwiderte Liebe zu Aloysia, zu nennen.

### Zweiter Akt
Im Hafen von Neapel besingt Antonio die Liebe und die Eifersucht. Bassian erscheint auf der Suche nach Masaniello.
Antonio wird von Perrone und Masaniello gefangen genommen.
Auf der Suche nach Antonio begegnet Mariane Arcos. Dieser findet sich mit ihrer Liebe zu Antonio ab. Velasco und Aloysia kommen dazu. Aloysia berichtet von der Festnahme Antonios. Mariane ist verzweifelt.
Masaniello lässt auf den Turm der Zitadelle feuern.
Mariane, die immer noch nach Antonio sucht, begegnet einem Hauptmann der Leibgarde des Vizekönigs. Er bringt ihr ein Schreiben, in dem Arcos sie zur Herzogin und seiner Erbin macht.
Velasco hat einen Brief des abwesenden Pedro erhalten. Er bittet Aloysia, ihm zu antworten und ihn zur Rückkehr zu überreden.
In seinem Exil bei Aversa gedenkt Pedro seiner Liebe zu Aloysia.
Am Ufer des Golfes tragen Antonio und andere Sklaven unter der Aufsicht von Perrone Wasser in eine Galeere. Mariane findet Antonio dort. Sie erreicht seine Freilassung unter der Bedingung, selbst als Pfand zu bleiben, während Antonio ein Lösegeld von 20.000 Kronen beschaffen soll.

### Dritter Akt
Auf dem Marktplatz finden Hinrichtungen statt. Arcos erscheint mit seiner Leibwache, Velasco, Aloysia und Bassian. Masaniello kommt mit seinen Anhängern hinzu. Arcos entkommt mit Hilfe seiner Wache. Masaniello und Perrone halten nun Gericht über einige Gefangene und fällen Todesurteile für geringe Vergehen.
Velasco lädt Masaniello zu Verhandlungen mit Friedensverhandlungen über die Zölle ins Rathaus ein.
Pedro hat den Brief Aloysias erhalten und kehrt zurück, hält sich aber vorerst noch versteckt. Velasco begrüßt den freigelassenen Antonio. Nun gibt sich Pedro zu erkennen.
Am Golf-Ufer berichtet Perrone Mariane, dass Arcos das Lösegeld bezahlt hat, und lässt sie frei. Mariane ist enttäuscht, dass das Lösegeld nicht von Antonio kam.
Im Rathaus von Neapel finden Friedensverhandlungen statt.
In einem Garten am Palast von Velasco wirbt Antonio um Aloysia. Diese weist ihn empört zurück. Mariane ist eifersüchtig. Aloysia ist verwirrt über Antonios Verhalten und schläft ein. Pedro beobachtet sie und versucht sie zu küssen. Als sie aufwacht, verwechselt sie ihn kurz mit Velasco und umarmt ihn. Velasco beobachtet das. Er greift Pedro an. Dieser kann ihm jedoch den Degen entwenden.
In den Verhandlungen unterwirft sich Perrone Arcos.
Antonio bereut seine Untreue gegenüber Mariane. Diese will ihm jedoch nicht verzeihen. Antonio stößt sich den Degen in die Brust, überlebt aber und fällt in Ohnmacht. Mariane verzeiht ihm nun.
Masaniello ist wahnsinnig geworden und gibt unsinnige Befehle. Er wird von vier maskierten Personen und Perrone erschossen.
Aloysia und Pedro bitten Velasco um Vergebung. Velasco zwingt sie, ihre Untreue schriftlich zu gestehen. Er möchte sich von Aloysia trennen. Pedro klärt auf, dass er Aloysia unerkannt geküsst hatte, während sie schlief. Nach Arcos Fürsprache verzeiht Velasco ihr nun. Pedro beschließt, sein restliches Leben in Einsamkeit zu verbringen.

## Gestaltung
Die Handlung basiert auf der von Johann Georg Schleder verfassten Chronik von 1663 aus dem Theatrum Europaeum. Sie wird von zwei Liebesgeschichten überlagert. Außerdem sind Bezüge zu zeitgeschichtlichen Ereignissen aus dem Hamburg des 17. Jahrhunderts vorhanden.
Dieser Stoff wurde auch von anderen Komponisten vertont, so von Daniel-François-Esprit Auber (La muette de Portici, 1828), Henry Rowley Bishop (Masaniello, the Fisherman of Naples, 1825), Michele Carafa (Masaniello, ou Le pêcheur napolitain, 1827), Stefano Pavesi (Fenella ossia La muta di Portici, 1831) und Wiktor Każyński (Fenella, 1840).
Die Oper ist vorwiegend in deutscher Sprache geschrieben, enthält aber auch einige Arien in italienischer Sprache. Die Person des Masaniello ist eine der ungewöhnlichsten Charakterstudien in der Barockoper, und Mariane zählt zu den ergreifendsten Heldinnen des Komponisten.

## Aufführungsgeschichte
Das Werk wurde erstmals 1706 an der Hamburger Gänsemarktoper aufgeführt.
Am 18. Juni 1727 kam es dort in einer von Georg Philipp Telemann revidierten Fassung erneut auf den Spielplan.
In neuerer Zeit gab es mehrere Aufführungen der Oper:
- 1967 in der Berliner Staatsoper, Ost-Berlin in der Bearbeitung von Johanna Rudolph.[6][2]
- 1973 in Basel.[6][2]
- 1985 in Heidelberg unter der Leitung von Caspar Richter und der Regie von Peter Osolnik.[6][2]
- 1989 in Bremen mit den Fiori musicali unter der Leitung von Thomas Albert. Die Solisten waren David Cordier (Duca d’Arcos), Wilfried Jochens (Don Valesco), Harry van der Kamp (Don Antonio), Hein Meens (Don Pedro), Barbara Schlick (Mariane), Dorothea Röschmann (Aloysia), Michael Schopper (Masaniello), Jelle Dreyer (Perrone) und Winfried Minkus (Bassian). Von der Aufführung am 8. Mai 1989 ist ein Live-Mitschnitt auf CD erhältlich.
- 1992 im Hebbel-Theater Berlin mit der Berliner Kammeroper unter der Leitung von Brynmor Jones und der Regie von Henry Akina. Solisten waren Stella Doufexis, Mieko Kanesugi, Miriam Vollbrechtshausen, Silvia Weiss, Tilman Birschel, Andreas Cantow, Ian Comboy, Bruno Fath, Markus Köhler, Clemens-C. Löschmann und Johannes Schwärsky.[7][8]
- Am 10. Juni 1996 beim Händel-Festival in Halle. Das Barockorchester Bremen spielte unter der Leitung von Thomas Albert. Solisten waren Ann Monoyios, Patrizia Rozario (Sopran), Simon Clulow (Altus), Axel Steven Everaert, Markus Brutscher, Winfried Mikus (Tenor), Raimund Nolte, Michael Schopper und Carl-Christof Gebhardt (Bass).[8][9]
- 2001 in der Stuttgarter Staatsoper. Die musikalische Leitung hatte Alessandro De Marchi, Regie führte Tilman Knabe.[10][11]
- Am 7. September 2008 in der Stadthalle Biberach. Die Südwestdeutsche Philharmonie Konstanz spielte unter der Leitung von Andreas Winter.[12]
- Eine für 2014 in Augsburg geplante Aufführung wurde kurzfristig abgesagt.[13]